# Station Veltem
Station Veltem is een spoorwegstation langs de Veltemse of oostkant van de kern Veltem-Beisem aan spoorlijn 36 (Brussel - Luik) in de gemeente Herent. Voor 1914 had ook de Beisemse of westkant van Veltem-Beisem nog een stopplaats aan deze lijn.

## Treindienst
| Serie | Treinsoort | Route                                            | Bijzonderheden         |
| ----- | ---------- | ------------------------------------------------ | ---------------------- |
| S 2   | GEN (NMBS) | 's-Gravenbrakel – Brussel-Zuid – Veltem – Leuven | Rijdt 1×/u. op zondag. |

## Galerij

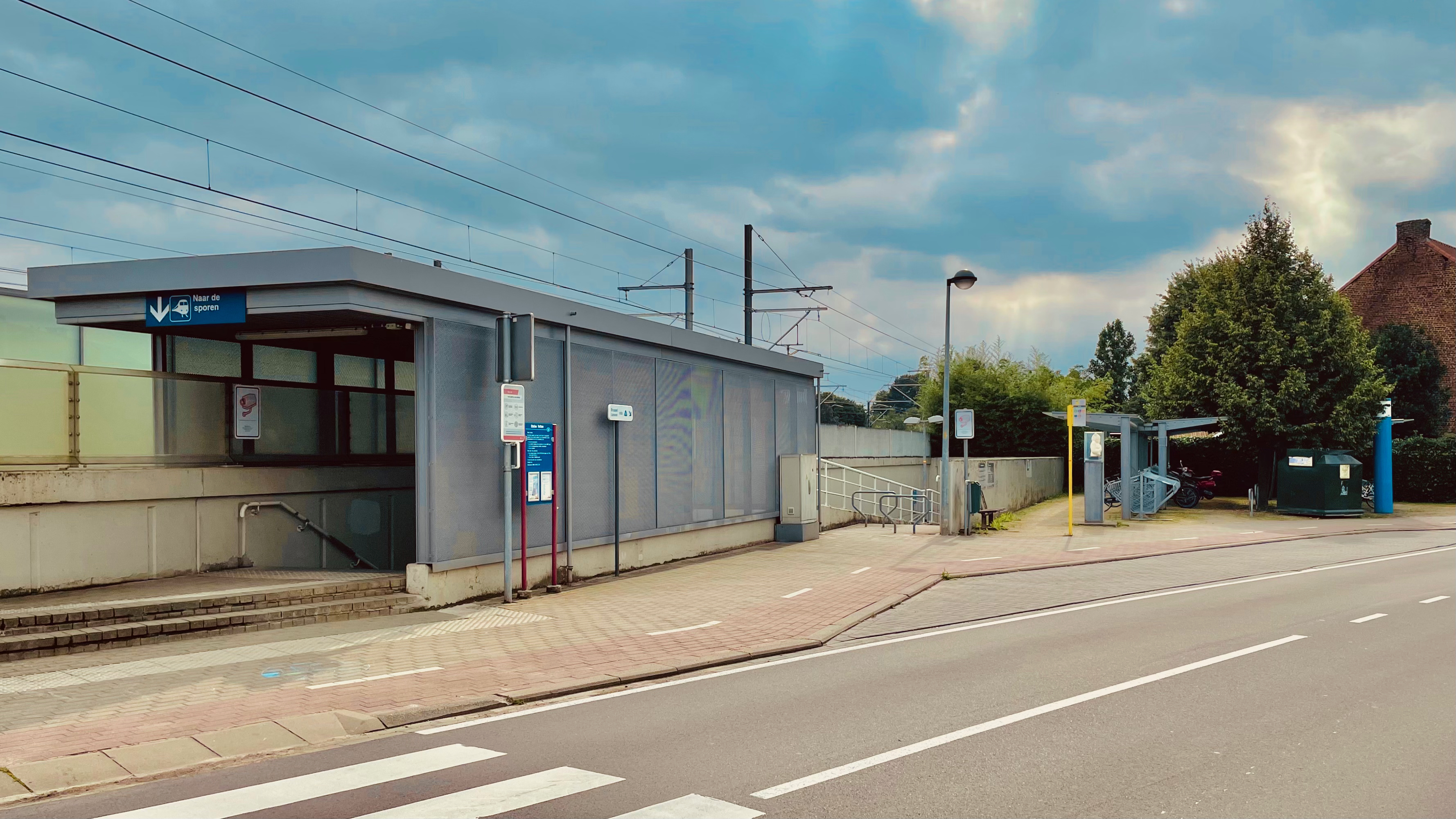
Toegang Noord tot het station
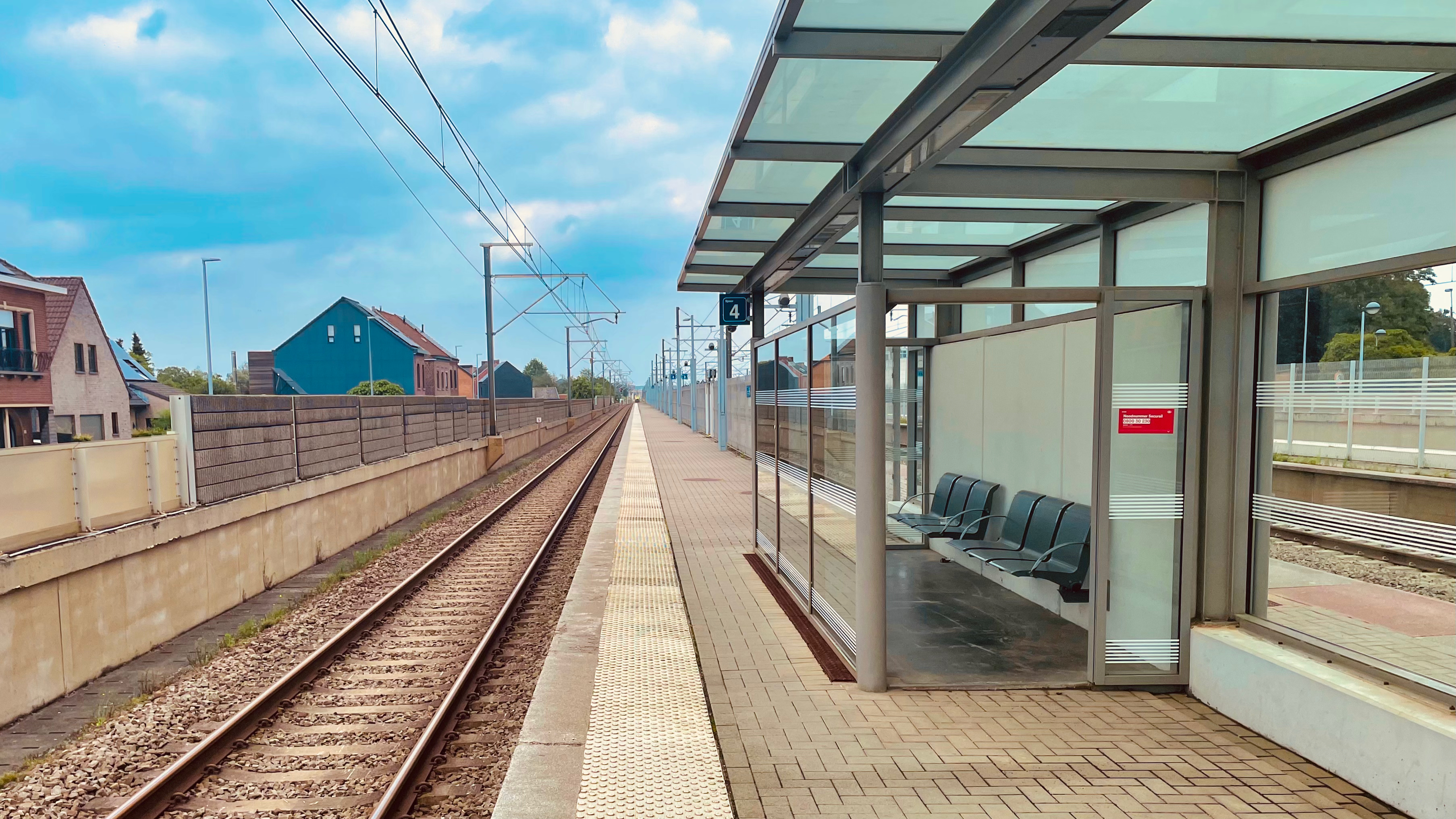
Zicht op een perron
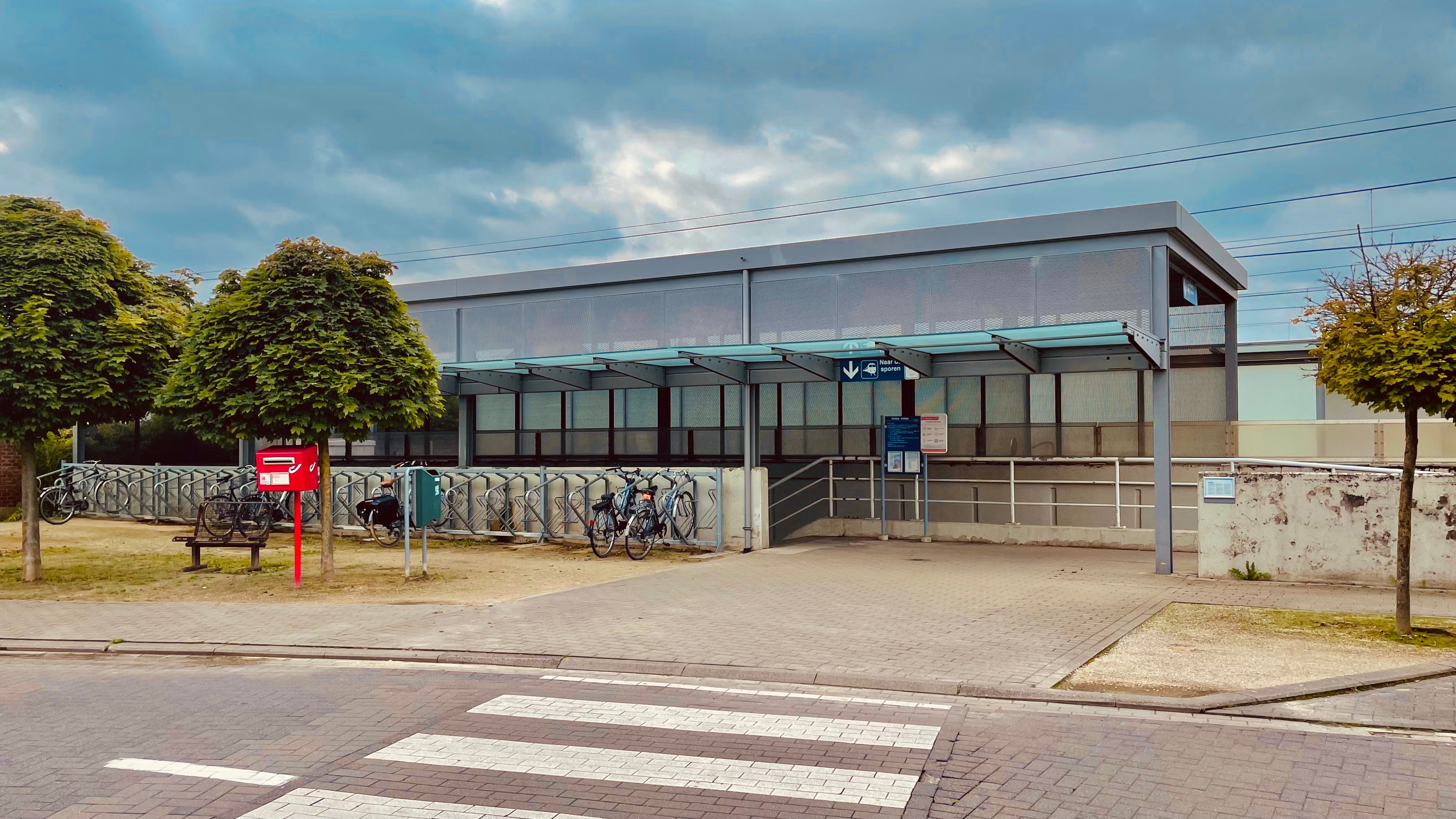
Ingang Zuid met fietsenstalling

## Reizigerstellingen
De grafiek en tabel geven het gemiddeld aantal instappende reizigers weer op een week-, zater- en zondag.
| Tabel: aantal instappende reizigers station Veltem | Tabel: aantal instappende reizigers station Veltem | Tabel: aantal instappende reizigers station Veltem | Tabel: aantal instappende reizigers station Veltem |
|                                                    | Weekdag                                            | Zaterdag                                           | Zondag                                             |
| -------------------------------------------------- | -------------------------------------------------- | -------------------------------------------------- | -------------------------------------------------- |
| 1977                                               | 397                                                | 53                                                 | 58                                                 |
| 1978                                               | 315                                                | 52                                                 | 27                                                 |
| 1979                                               | 314                                                | 66                                                 | 48                                                 |
| 1980                                               | 299                                                | 47                                                 | 50                                                 |
| 1981                                               | 286                                                | 60                                                 | 20                                                 |
| 1982                                               | 232                                                | 55                                                 | 41                                                 |
| 1983                                               | 248                                                | 54                                                 | 28                                                 |
| 1984                                               | 198                                                | 50                                                 | 30                                                 |
| 1985                                               | 217                                                | 35                                                 | 65                                                 |
| 1986                                               | 193                                                | 42                                                 | 26                                                 |
| 1987                                               | 263                                                | 42                                                 | 92                                                 |
| 1988                                               | 247                                                | 40                                                 | 43                                                 |
| 1989                                               | 222                                                | 45                                                 | 24                                                 |
| 1990                                               | 228                                                | 54                                                 | 33                                                 |
| 1991                                               | 217                                                | 40                                                 | 38                                                 |
| 1992                                               | 231                                                | 57                                                 | 40                                                 |
| 1993                                               | 262                                                | 57                                                 | 39                                                 |
| 1994                                               | 245                                                | 32                                                 | 19                                                 |
| 1995                                               | 212                                                | 32                                                 | 28                                                 |
| 1996                                               | 210                                                | 22                                                 | -                                                  |
| 1997                                               | 191                                                | 58                                                 | -                                                  |
| 1998                                               | 236                                                | 29                                                 | 26                                                 |
| 1999                                               | 219                                                | 34                                                 | 21                                                 |
| 2000                                               | 200                                                | 28                                                 | 19                                                 |
| 2001                                               | 242                                                | 14                                                 | 21                                                 |
| 2002                                               | 185                                                | 16                                                 | 18                                                 |
| 2003                                               | 179                                                | 28                                                 | 18                                                 |
| 2004                                               | 200                                                | 30                                                 | 16                                                 |
| 2005                                               | 216                                                | 34                                                 | 50                                                 |
| 2006                                               | 203                                                | 28                                                 | 40                                                 |
| 2007                                               | 249                                                | 40                                                 | 43                                                 |
| 2008                                               | -                                                  | -                                                  | -                                                  |
| 2009                                               | 306                                                | 59                                                 | 36                                                 |
| 2010                                               | -                                                  | -                                                  | -                                                  |
| 2011                                               | -                                                  | -                                                  | -                                                  |
| 2012                                               | 326                                                | 71                                                 | 71                                                 |
| 2013                                               | 331                                                | 89                                                 | 61                                                 |
| 2014                                               | 298                                                | 50                                                 | 36                                                 |
| 2015                                               | 317                                                | 63                                                 | 50                                                 |
| 2016                                               | 314                                                | 37                                                 | 42                                                 |
| 2017                                               | 339                                                | 64                                                 | 61                                                 |
| 2018                                               | 384                                                | 59                                                 | 74                                                 |
| 2019                                               | 339                                                | 92                                                 | 90                                                 |
| 2020                                               | 190                                                | 210                                                | 38                                                 |
| 2021                                               | -                                                  | -                                                  | -                                                  |
| 2022                                               | 380                                                | 151                                                | 118                                                |
| 2023                                               | 391                                                | 163                                                | 78                                                 |
| 2024                                               | 378                                                | 187                                                | 117                                                |

0,0: Brussel-Noord ·
2,4: Schaarbeek ·
5,5: Haren-Zuid ·
7,0: Diegem ·
9,4: Zaventem ·
12,0: Nossegem ·
14,7: Kortenberg ·
16,1: Zavelstraat ·
17,8: Erps-Kwerps ·
19,2: Beisem ·
21,1: Veltem ·
24:0: Herent ·
28,8: Leuven ·
34,1: Korbeek-Lo ·
36,1: Lovenjoel ·
40,0: Vertrijk ·
42,0: Roosbeek ·
44,3: Kumtich ·
47,4: Tienen ·
53,8: Ezemaal ·
57,0: Neerwinden ·
60,7: Landen ·
64,0: Gingelom ·
69,0: Jeuk-Rosoux ·
71,5: Corswarem ·
74,5: Waremme ·
77,2: Bleret ·
79,8: Remicourt ·
83,2: Momalle ·
85,4: Fexhe-le-Haut-Clocher ·
87,8: Voroux-Goreux ·
89,9: Bierset-Awans ·
93,4: Ans ·
94,7: Montegnée ·
97,0: Liège-Haut-Pré ·
99,9: Luik-Guillemins